# Hato (hodowla)
Hato - specjalistyczne gospodarstwo hodowlane w Wenezueli, które liczyć może nawet kilka tysięcy sztuk bydła.